# Miguel Bosé
Miguel Bosé (Panama-Stad, 3 april 1956) is een Spaanse zanger en acteur.

## Carrière
Bosé startte zijn carrière als acteur in 1971. Vanwege een gebrek aan rollen begon hij als zanger in 1975. Tussen 1977 en 1982 was Bosé een tieneridool in Italië, Spanje, Zuid-Europa en Latijns-Amerika. Hij wist in diverse landen in totaal zeven toptienhits te behalen.
In 1985 behaalde hij zijn grootste succes met het nummer "Amante bandido". Het kwam op de eerste plek in de hitlijsten in Latijns-Amerika en Spanje, en is tevens een van de meest bekeken Spaanse videoclips.
Op 20 maart 2007 kwam zijn album Papito uit. Hierop zingt hij duets met zangers als Juanes, Alejandro Sanz, Fangoria, Ivete Sangalo, Laura Pausini, Shakira, Julieta Venegas, Ricky Martin, Amaia Montero en Michael Stipe. Het album kreeg een vervolg in 2012, getiteld Papitwo.
Miguel Bosé werd in 2013 onderscheiden als persoon van het jaar door de Latin Recording Academy.

## Discografie

### Studioalbums
- Linda (1977)
- Miguel Bosé (1978)
- ¡Chicas! (1979)
- Miguel (1980)
- Más allá (1981)
- Made in Spain (1983)
- Bandido (1984, met Giorgio Vanni en Tomato)
- Salamandra (1986)
- XXX (1987, met Giorgio Vanni en Tomato)
- Los chicos no lloran (1990)
- Bajo el signo de Caín (1993)
- Laberinto (1995)
- 11 maneras de ponerse un sombrero (1998)
- Sereno (2002, Latin Grammy Award)
- Por vos muero (2004)
- Velvetina (2005)
- Papito (2007)
- Cardio (2010)
- Papitwo (2012)
- Amo (2014)
- Personalidad (2014)

### Livealbums
- Directo 90 (1991)
- Girados (2002, met Ana Torroja)
- Papitour (2007)
- Bosé MTV Unplugged (2016)

## Filmografie (selectie)
- Gli eroi (1973)
- Suspiria (1977)
- Cosa de locos (1981)
- Il segreto del Sahara (1988, miniserie)
- High Heels (1991)
- La reine Margot (1994)
- Libertarias (1996)
- Oui (1996)
- La mirada del otro (1996)